# Украинка (Красноярский район)
Украи́нка — посёлок в Красноярском районе Самарской области, входит в состав сельского поселения Коммунарский.

## География
Посёлок находится на правом берегу реки Кондурча, на расстоянии примерно 23 км (по прямой) к северо-западу от села Красный Яр, административного центра района.

### Часовой пояс
Посёлок Украинка, как и вся Самарская область, находится в часовой зоне МСК+1. Смещение применяемого времени относительно UTC составляет +4:00.

## Население
| 2010 |
| ---- |
| 73   |

### Национальный состав
Согласно результатам переписи 2002 года, в национальной структуре населения русские составляли 71 % из 111 чел.